# Џоли џокеј
„Џоли џокеј“ је југословенски филм из 1975. године. Режирао га је Марио Фанели, а сценарио је писао Момо Капор.

## Улоге
| Глумац         | Улога |
| -------------- | ----- |
| Бора Тодоровић |       |